# Strophingia fallax
Strophingia fallax är en insektsart som beskrevs av Loginova 1976. Strophingia fallax ingår i släktet Strophingia och familjen rundbladloppor. Inga underarter finns listade i Catalogue of Life.